# Fonction coercive
«  Coercivité (mathématiques) » redirige ici. Ne pas confondre avec Coercivité (physique).
En mathématiques, et plus particulièrement en analyse, une fonction réelle est dite coercive si « elle tend vers l'infini à l'infini », éventuellement dans une partie spécifiée de l'ensemble de départ. Une définition analogue est utilisée pour les formes bilinéaires. En analyse fonctionnelle la coercivité est aussi définie pour les opérateurs d’un espace de Hilbert dans lui-même et plus généralement pour les opérateurs d'un espace de Banach dans son dual topologique.

## Définition
Une fonction {\displaystyle f} définie sur un espace normé {\displaystyle X} à valeurs dans {\displaystyle {\bar {\mathbb {R} }}:=\mathbb {R} \cup \{-\infty ,+\infty \}} est dite coercive sur une partie non bornée {\displaystyle P} de {\displaystyle X} si
{\displaystyle \lim _{\|x\|\to +\infty  \atop x\in P}f(x)=+\infty }
ou de manière plus précise
{\displaystyle \forall \,\nu \in \mathbb {R} ,\quad \exists \,\rho \geqslant 0:\quad (x\in X~{\mbox{et}}~\|x\|\geqslant \rho )\quad \Longrightarrow \quad f(x)\geqslant \nu .}
Il revient au même de dire que les intersections avec {\displaystyle P} des ensembles de sous-niveau de la fonction sont bornées :
{\displaystyle \forall \,\nu \in \mathbb {R} ,\qquad \{x\in P:f(x)\leqslant \nu \}~{\mbox{est borné.}}}
Si l'on ne spécifie pas la partie {\displaystyle P}, il est sous-entendu que {\displaystyle P=X}.

On peut aussi étendre la définition à un espace métrique, en remplaçant {\displaystyle {\|x\|\to +\infty } \atop x\in P} par {\displaystyle {d(x,a)\to +\infty } \atop x\in P} où {\displaystyle a} est fixe dans {\displaystyle P}.

## Cas d'une forme bilinéaire

### Définition
Plus spécifiquement, une forme bilinéaire {\displaystyle a:X\times X\to \mathbb {R} } est dite coercive si elle vérifie :
{\displaystyle \exists \,\alpha >0,\quad \forall \,x\in X:\qquad a(x,x)\geqslant \alpha \|x\|^{2}.}
Certains auteurs préfèrent utiliser l'appellation {\displaystyle X}-elliptique pour cette dernière définition. Celle-ci intervient entre autres dans le théorème de Lax-Milgram et la théorie des opérateurs elliptiques, ainsi que dans la méthode des éléments finis.

### Lien entre les définitions
Dans le cas où {\displaystyle a} est une forme bilinéaire, en posant {\displaystyle f(u)=a(u,u)} on a équivalence entre la coercivité de {\displaystyle a} et celle de {\displaystyle f}. En effet, {\textstyle \lim _{\|x\|\to \infty }f(x)=+\infty } implique qu'il existe {\displaystyle R>0} tel que {\textstyle \|x\|\geqslant R\Rightarrow f(x)\geqslant 1}. Ainsi (en utilisant la variable u),
On identifie dès lors : {\displaystyle \alpha =\left({\frac {1}{R}}\right)^{2}} qui est strictement positif.

## Opérateur d’un espace de Hilbert dans lui-même
Un opérateur {\displaystyle A} d'un espace de Hilbert {\displaystyle H} dans lui-même est dit coercif ssi
{\displaystyle \lim _{\|x\|\to +\infty }{\frac {\langle A(x),x\rangle }{\|x\|}}=+\infty }
où 〈·, ·〉 désigne le produit scalaire de {\displaystyle H} et ║·║ la norme associée.

## Opérateur d'un espace de Banach dans son dual topologique
Un opérateur {\displaystyle A} d'un espace de Banach {\displaystyle V} dans son dual topologique {\displaystyle V^{\prime }} est dit coercif ssi
{\displaystyle \lim _{\|x\|\to +\infty }{\frac {\langle A(x),x\rangle }{\|x\|}}=+\infty }
où ║·║ désigne la norme de {\displaystyle V} et pour {\displaystyle x\in V} et {\displaystyle x^{\prime }\in V^{\prime }} on pose :